# Philautus refugii
Philautus refugii là một loài ếch trong họ Rhacophoridae. Chúng được tìm thấy ở Malaysia và có thể cả Indonesia.
Môi trường sống tự nhiên của chúng là các khu rừng ẩm ướt đất thấp nhiệt đới hoặc cận nhiệt đới.